# Invandrarna
Invandrarna är en roman från 1952 av Vilhelm Moberg. Den är den andra delen av Utvandrarserien.

## Handling
I Invandrarna fortsätter Karl Oskars och Kristinas resa. De har kommit fram till USA men måste nu färdas vidare över land för att komma fram till Minnesota, där de för andra gången ska sätta bo tillsammans. De får det inte lätt i det nya landet. Karl Oskars bror Robert drömmer om att hitta guld och reser iväg tillsammans med sin vän Arvid.
Invandrarna handlar om landet som tog emot dem.